# Земсков, Виктор Николаевич
Ви́ктор Никола́евич Земско́в (30 января 1946, Москва — 21 июля 2015, там же) — советский и российский историк. Доктор исторических наук, главный научный сотрудник Института российской истории РАН. Специалист по истории СССР. По состоянию на 2013 год, наряду с Н. Ф. Бугаем, являлся наиболее цитируемым российским специалистом по вопросу сталинских репрессий.

## Биография
Родился 30 января 1946 года в Москве в рабочей семье. Материальное положение семьи Земсковых в первые годы после окончания Великой Отечественной войны было сложным, отец Виктора был тяжело ранен в годы советско-финляндской войны (1939—1940) и стал инвалидом. Детство будущий историк провёл у бабушки в деревне Меркулово Тульской области, учёбу в школе начал после возвращения в Москву. 
После окончания школы работал слесарем на заводе счётно-аналитических машин (впоследствии — Московский завод счётно-аналитических машин имени В. Д. Калмыкова). В 1966—1968 годах проходил службу в Вооружённых силах СССР, где был механиком авиационного оборудования. После службы в армии работал техником отдела технического контроля в Московском институте электромеханики и автоматики. Имел поощрения как за высокие трудовые показатели, так и за активную общественную деятельность. 
Работу Земсков совмещал с учёбой на историческом факультете Московского государственного университета, который с отличием окончил в 1974 году. В том же году был приглашён на работу в Институт истории СССР Академии наук СССР (ныне — Институт российской истории Российской академии наук), сотрудником которого оставался до конца жизни. 
В 1981 году Земсков успешно защитил диссертацию на соискание учёной степени кандидата исторических наук, тема диссертации — «Вклад рабочего класса в укрепление материально-технической базы сельского хозяйства СССР в 1960-е годы». В 2005 году стал доктором исторических наук, успешно защитив диссертацию на тему «Спецпоселенцы в СССР. 1930—1960».
Являлся главным научным сотрудником Института российской истории РАН, учёным секретарём Центра военной истории России. Входил в состав учёного совета Института российской истории РАН и диссертационного совета при Институте российской истории РАН, являлся членом Ассоциации историков Второй мировой войны и общероссийской общественной организации «Российские учёные социалистической ориентации». 
Скончался 21 июля (по другим данным — 22 июля) 2015 года в Москве.

## Научная деятельность
В круг научных интересов Земскова входили такие темы, как история советского рабочего класса, спецпоселенцев и репатриантов в годы Второй мировой войны, политические репрессии в СССР, статистика заключённых ГУЛАГа. Автор множества научных публикаций, из них в Российский индекс научного цитирования (РИНЦ) включены 115 работ (в ядро РИНЦ — 44). Индекс Хирша по входящим в РИНЦ публикациям — 24 (в ядро РИНЦ — 11). Опубликовал ряд монографий, среди них: «Ведущая сила всенародной борьбы: Борьба советского рабочего класса на временно оккупированной фашистами территории СССР. 1941—1944 гг.» (1986), «Вклад рабочего класса в укрепление материально-технической базы сельского хозяйства СССР (1960-е — 70-е гг.)» (1987), «Спецпоселенцы в СССР. 1930—1960» (2003), «Сталин и народ. Почему не было восстания» (2014). Научные статьи Земскова публиковались в журналах «Российская история» (ранее выходил под названиями «История СССР» и «Отечественная история»), «Социологические исследования», «Мир и политика» и других. Также являлся автором разделов в различных коллективных научных трудах.
Земсков известен своими исследованиями архивных материалов: в конце 1980-х — начале 1990-х годов он стал первооткрывателем ранее недоступных для учёных архивных фондов, относящихся к истории политических репрессий в СССР. Как отмечал сам историк, в 1989 году он был допущен в спецхран Центрального государственного архива Октябрьской революции, высших органов государственной власти и органов государственного управления СССР (ЦГАОР СССР; ныне — Государственный архив Российской Федерации), где находилась статистическая отчётность ОГПУ, НКВД, МГБ и МВД СССР 1930-х — 1950-х годов. При этом доступа непосредственно к архивам КГБ СССР Земсков, по его собственным словам, не имел: «Дело в том, что я никогда не состоял в КПСС и всегда принадлежал к немногочисленной беспартийной «прослойке» в своем институте. В конце 80-х, когда еще существовало всевластие КПСС, не могло быть и речи о допуске в архивы КГБ человека, не являющегося коммунистом».